# Faverolles-lès-Lucey
Faverolles-lès-Lucey település Franciaországban, Côte-d’Or megyében. Lakosainak száma 29 fő (2022. január 1.). Faverolles-lès-Lucey Lucey, Recey-sur-Ource, Chambain, Gurgy-le-Château és Leuglay községekkel határos.

## Népesség
A település népességének változása:
| Lakosok száma | 41   | 36   | 22   | 34   | 35   | 33   | 31   | 31   | 30   | 29   |
|               | 1968 | 1982 | 1999 | 2006 | 2011 | 2015 | 2017 | 2018 | 2020 | 2022 |